# Slab Jones
Albert Jones, más conocido como Slab Jones (nacido el 24 de octubre de 1957 en Houston, Texas) es un exjugador de baloncesto estadounidense. Con 2.02 de estatura, su puesto natural en la cancha era el de pívot.

## Trayectoria deportiva

### Universidad
Jugó cuatro temporadas con los Lobos de la Universidad de Nuevo México, acabando su carrera como segundo máximo anotador de la historia del equipo, con 1.758 puntos. En su primera temporada fue elegido Debutante del Año de la Missouri Valley Conference, mientras que en las tres restantes temporadas fue incluido en el mejor quinteto de la conferencia.

### Profesional
Comenzó su andadura profesional en el CB Estudiantes, entonces en la liga española, acabando la temporada con un sorprendente subcampeonato liguero. Al año siguiente fichó por el Banco Roma italiano, pero regresó pasada una temporada al baloncesto español, fichando por el Granollers Esportiu Bàsquet, con el que disputaría dos temporadas y media, las dos últimas ya con el formato de la liga ACB, siendo cortado en 1985 y sustituido por Dean Marquardt, al parecer por un problema de indisciplina.